# Bogusław Kopczak
Bogusław Wiesław Kopczak (ur. 7 października 1953 w Katowicach, zm. 16 grudnia 1981 tamże) – polski górnik pracujący w Kopalni Węgla Kamiennego „Wujek” w Katowicach od 23 lutego 1981, ofiara pacyfikacji kopalni Wujek w grudniu 1981 roku.

## Życiorys
W 1971 ukończył Zasadniczą Szkołę Zawodową w Katowicach uzyskując zawód malarza-tapeciarza. Od 1979 roku do 1981 roku pracował w Rejonowym Przedsiębiorstwie Remontowo-Budowlanym w Katowicach jako malarz, a od 23 lutego 1981 rozpoczął pracę w kopalni Wujek. Bezpartyjny, należał do NSZZ „Solidarność". W dniach 14–16 grudnia 1981 na terenie kopalni brał udział w strajku okupacyjnym, który wybuchł na znak sprzeciwu wobec wprowadzenia stanu wojennego. W dniu 16 grudnia 1981 podczas pacyfikacji kopalni przez oddziały MO i ZOMO został śmiertelnie ranny. Kula wystrzelona z broni maszynowej przeszyła wątrobę. Został pochowany 19 grudnia 1981 w Katowicach na cmentarzu przy ul. Francuskiej. Pozostawił żonę Teresę oraz córeczkę Kasię (ur. 1979).

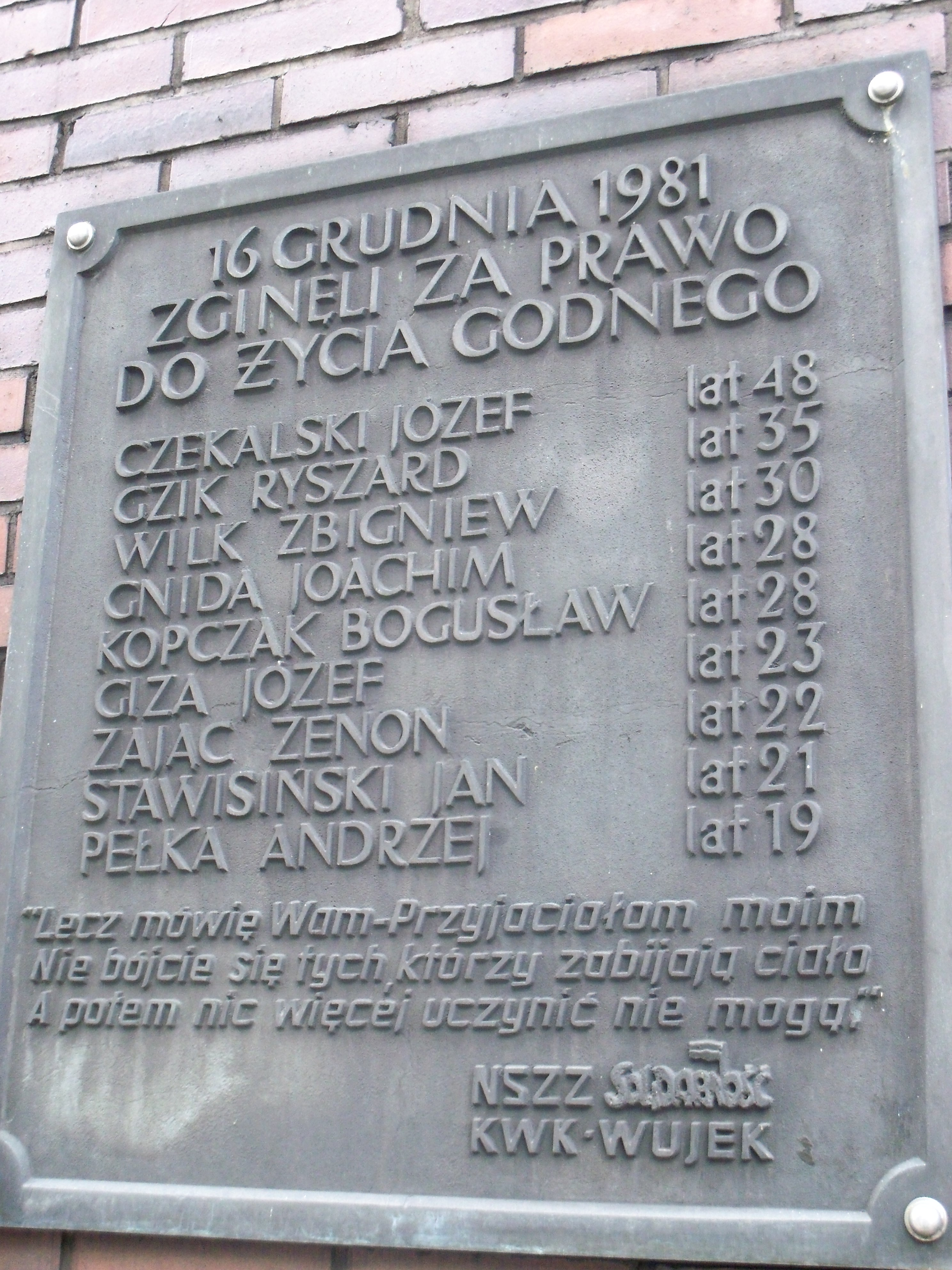
Tablica upamiętniająca ofiary pacyfikacji kopalni „Wujek”.

Odznaczony Złotym Krzyżem Zasługi z Mieczami (przez Prezydenta RP na Uchodźstwie, 1990),  Krzyżem Kawalerskim Orderu Odrodzenia Polski (1992), Krzyżem Wolności i Solidarności (2015).